# إيه آي إم-7 سبارو
أيم - 7 سبارو هو صاروخ أمريكي تزيد سرعته عن سرعة الصوت موجّه رادارياً، يستطيع الصاروخ اعتراض وتدمير الأهداف في الأحوال الجوية الصعبة، ولا يتطلب إطلاقه أو توجيهه، رؤية الهدف بالنظر، وتستطيع الطائرات أنواع (F – 4 T, F – 16. F – 15 E, F – 15 C)، أن تستخدمه. نظام التوجيه بالصاروخ نظام نصف إيجابي للمرواح، ويتم توجيه الصاروخ باستخدام أشعة الدوبلر المستمرة أو النبضية، ويتم التوجيه على الأشعة التي تبثها الطائرة الهدف، ثم تنعكس إلى رأس التوجيه بالصاروخ، لذلك فإن الهدف يجب أن تتم إضاءته بإستمرار، أثناء طيران الصاروخ. يمتلك أيم - 7 سبارو رأس حربية ذات انفجار بالشظايا، ويوفر محركه الصاروخي دفع متزايد مستمر.
يمتلك أيم - 7 سبارو نظام معالجة معلومات رقمي يمكنه من إمكانية البرمجة لمقابلة التهديدات المحتملة، والقدرة على تتبع هدفين في زاوية رؤية واحدة في وقت واحد، مع القدرة على التنبؤ بالموقع المستقبلي للهدف، مما يقلل من تأثير ظاهرة الخفوت المفاجئ على عملية التوجيه، وتتبع وتفادي تأثير التجمع الضوضائي للشعاع الرئيسي. للصاروخ القدرة على البحث والتدمير للأهداف المنخفضة. كما أن للصاروخ إمكانيات الإطلاق خارج مدى الرؤية.

## معرض صور

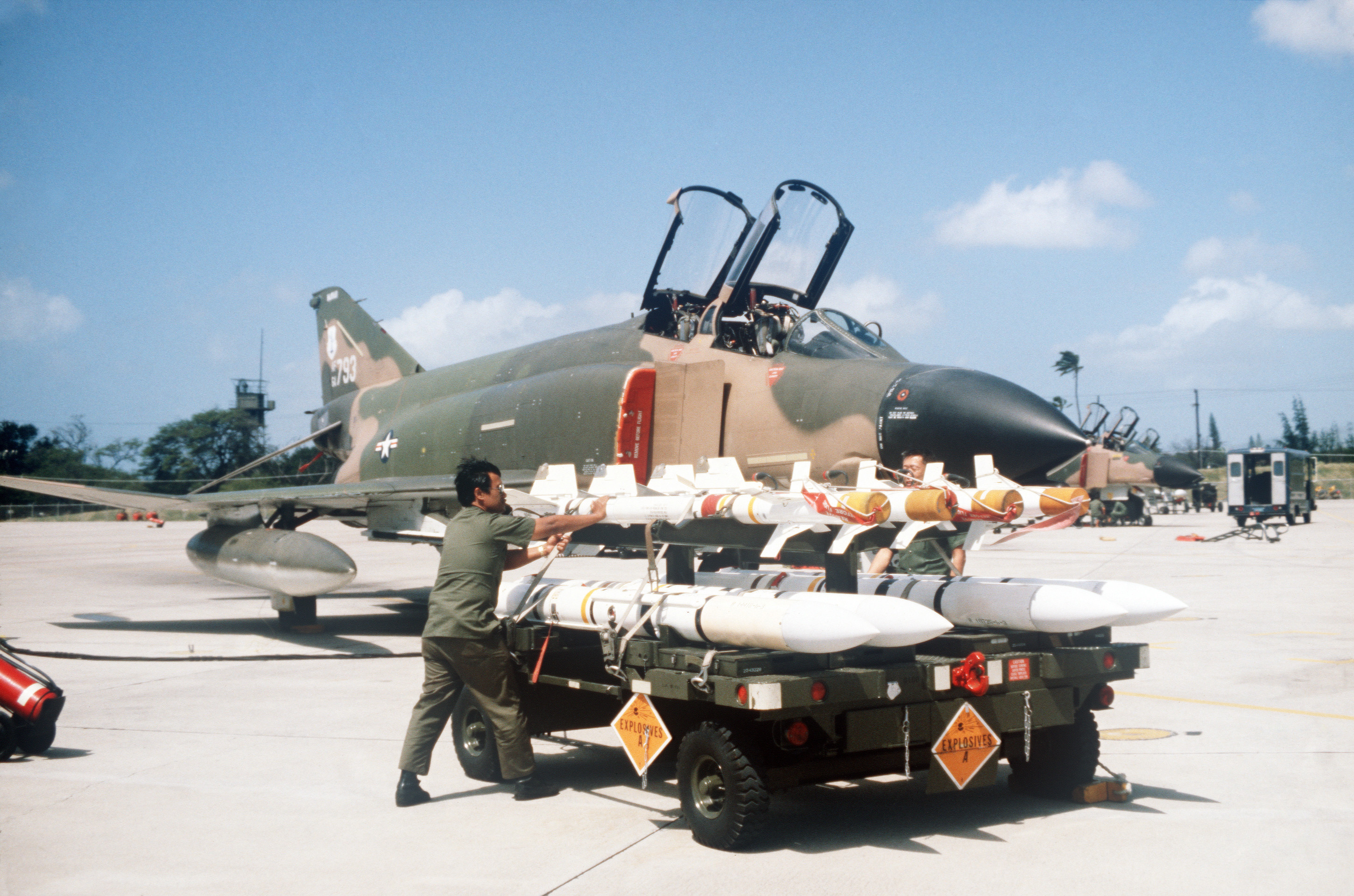
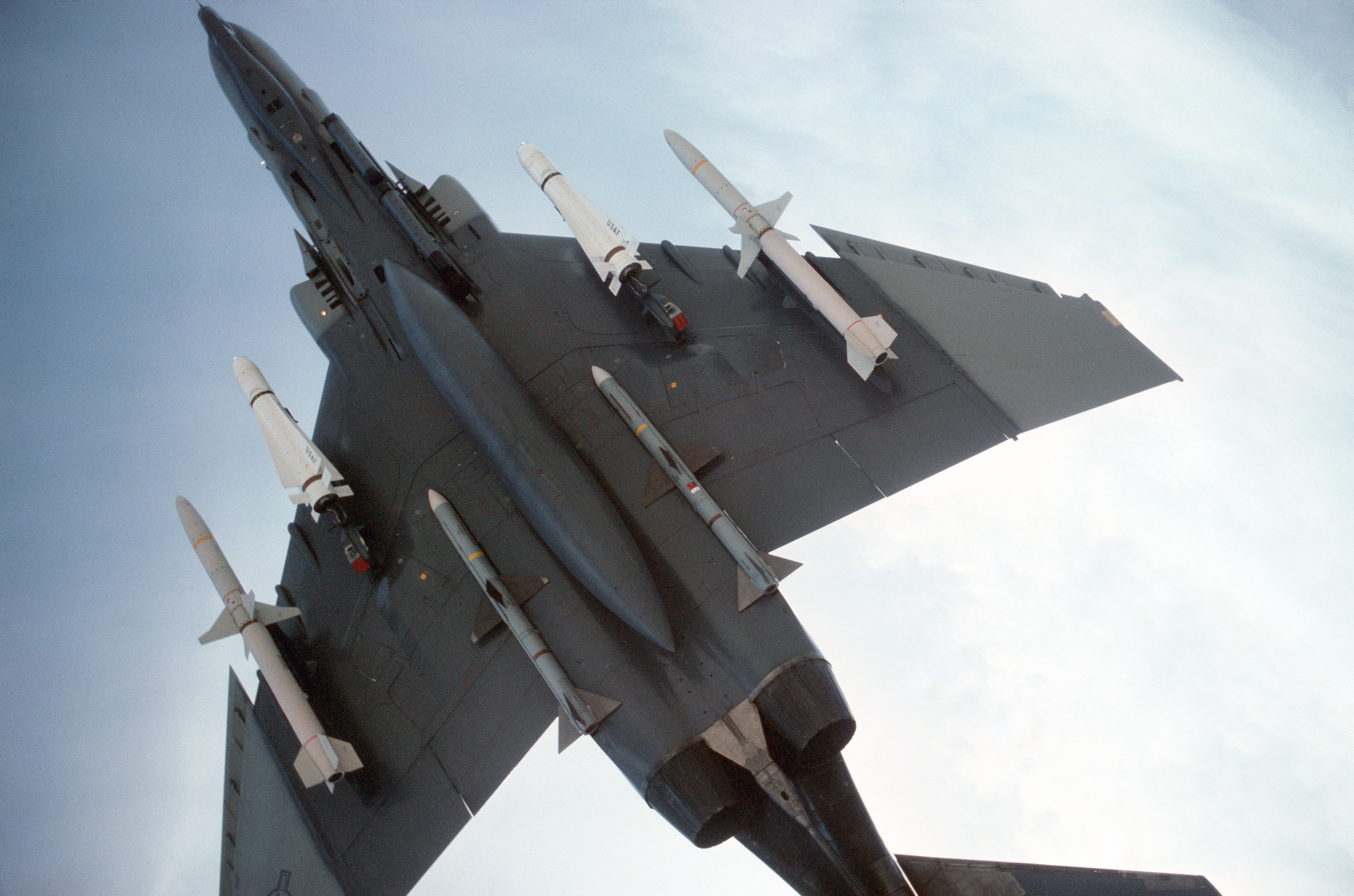
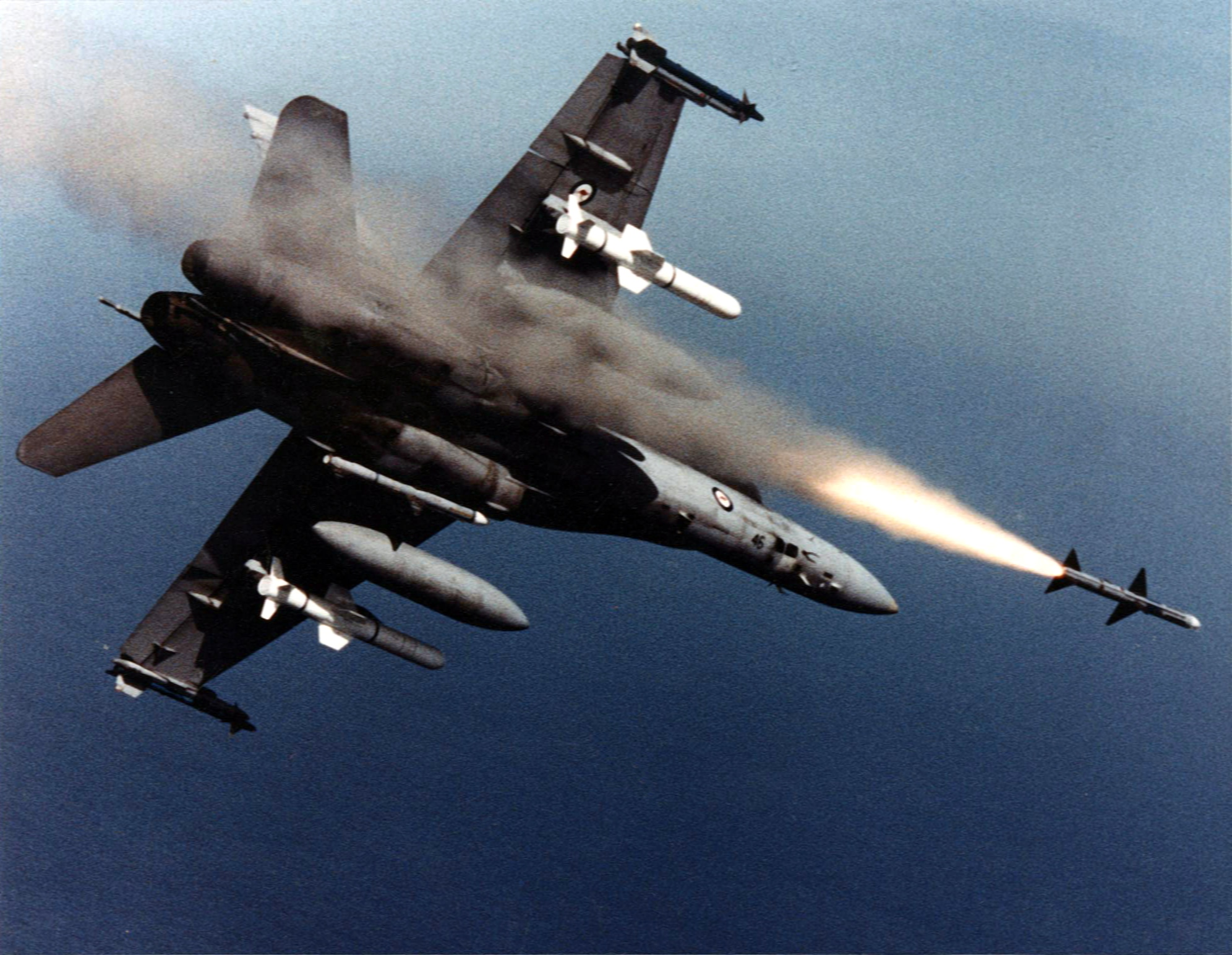
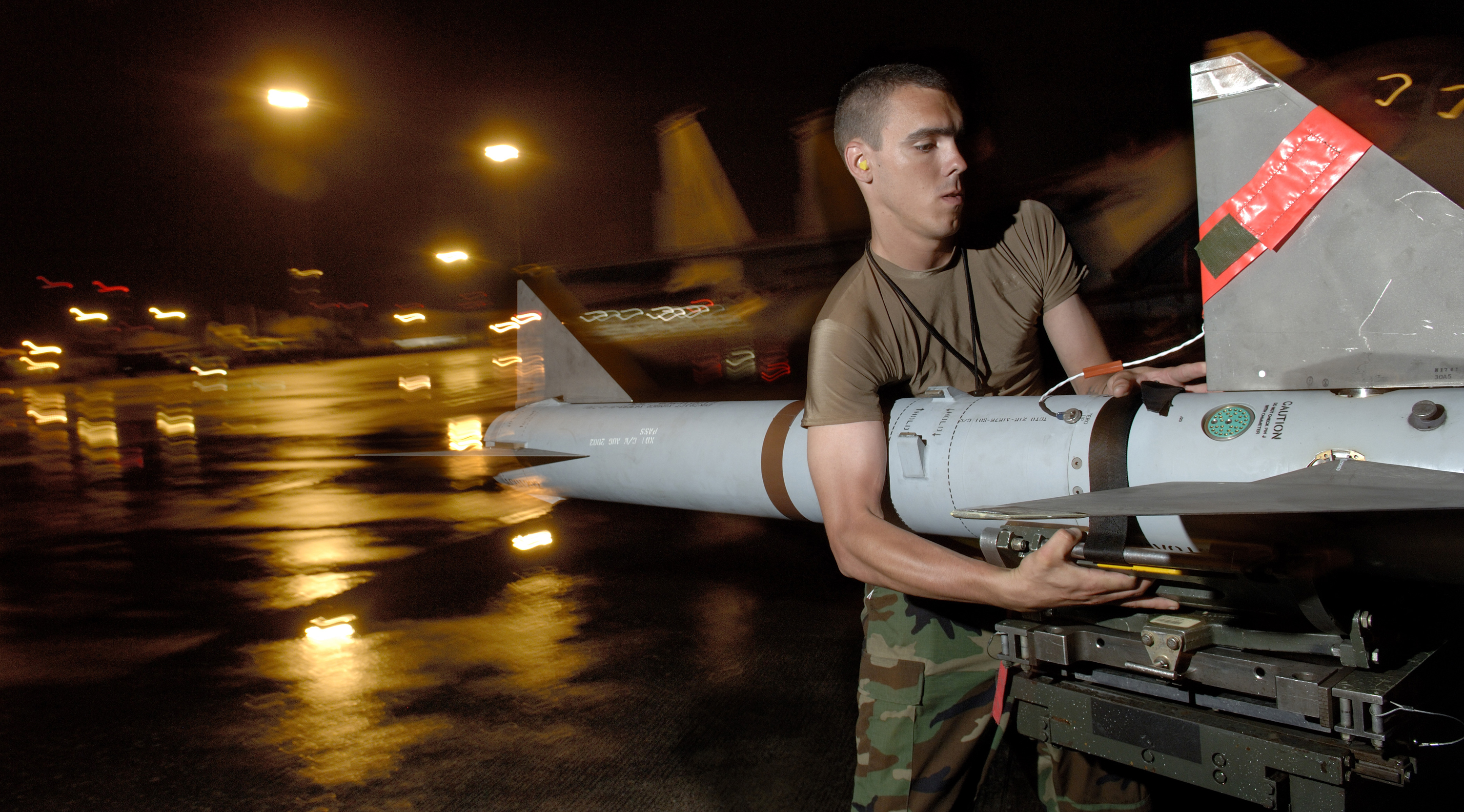